# 1990 RE6
1990 RE6 är en asteroid i huvudbältet som upptäcktes den 9 september 1990 av den belgiske astronomen Henri Debehogne vid La Silla-observatoriet.
Den har en diameter på ungefär 7 kilometer.